# Scorpaeniformes

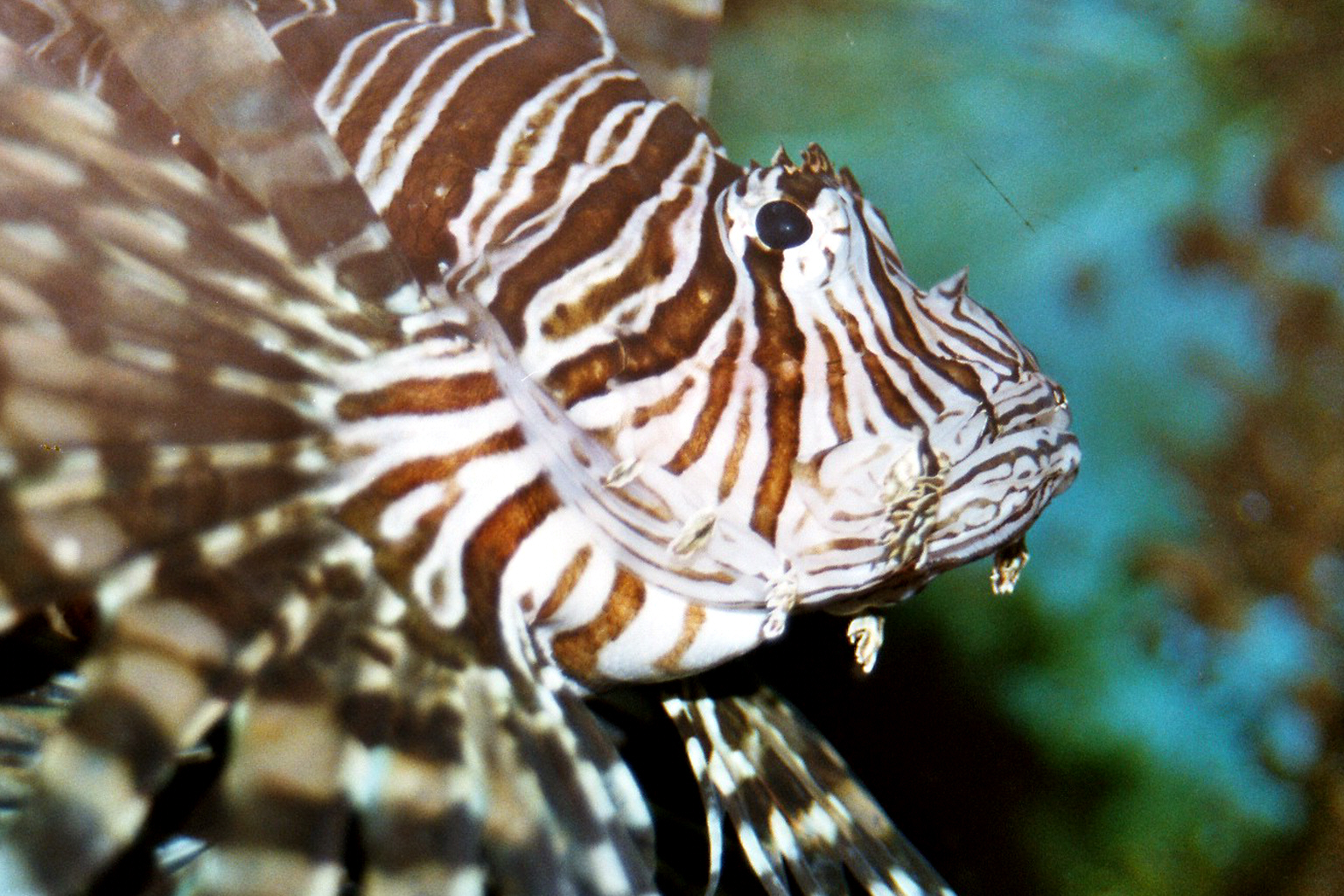
Pterois antennata

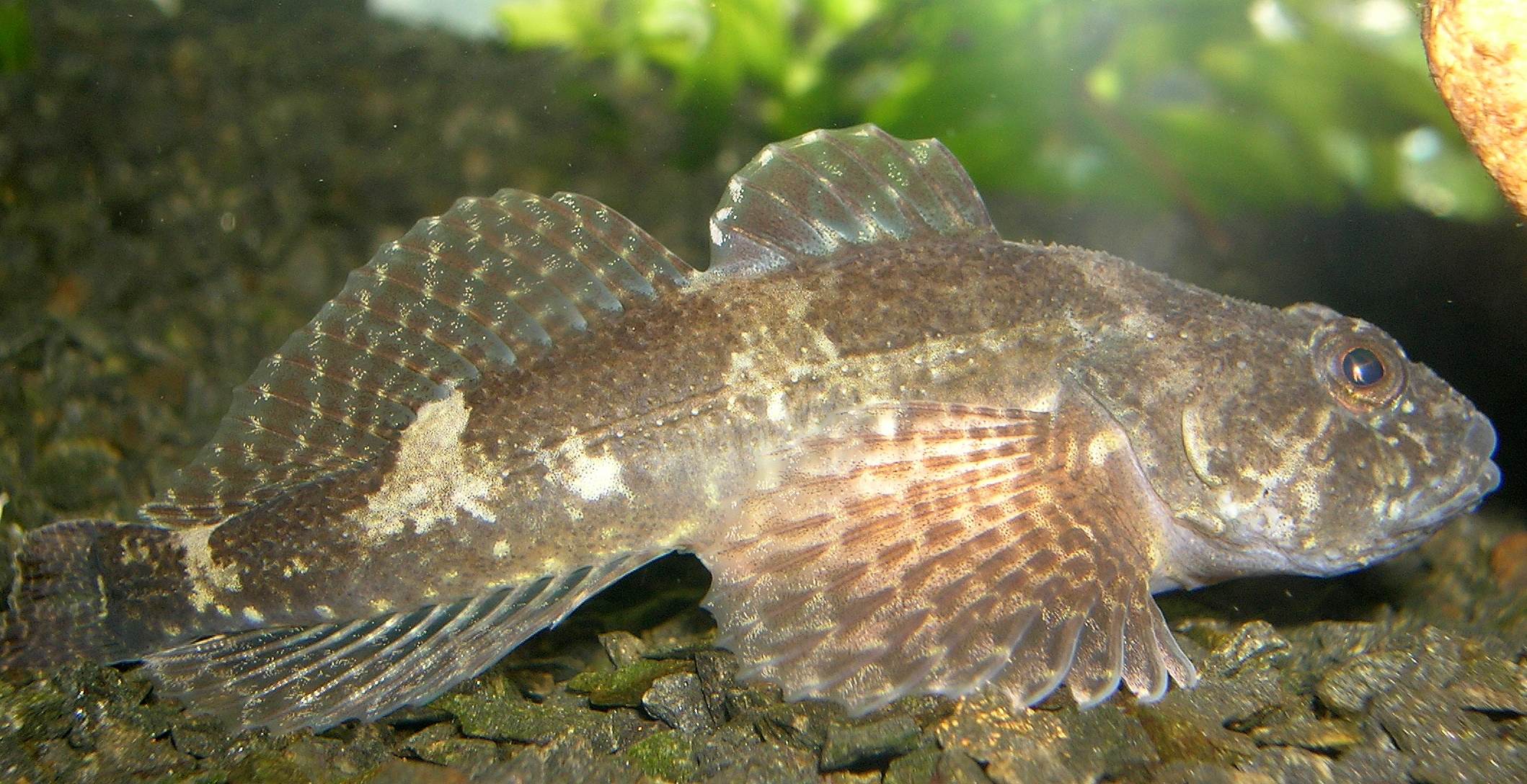
Cottus gobio

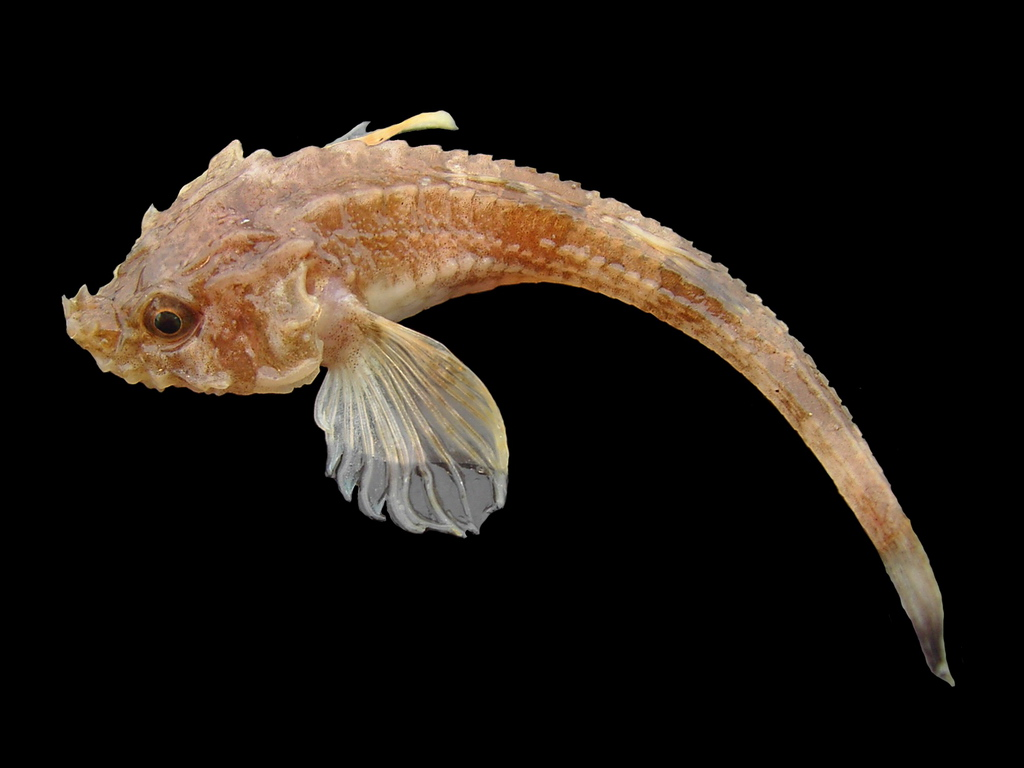
Agonus cataphractus

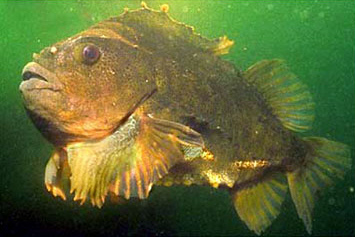
Cyclopterus lumpus

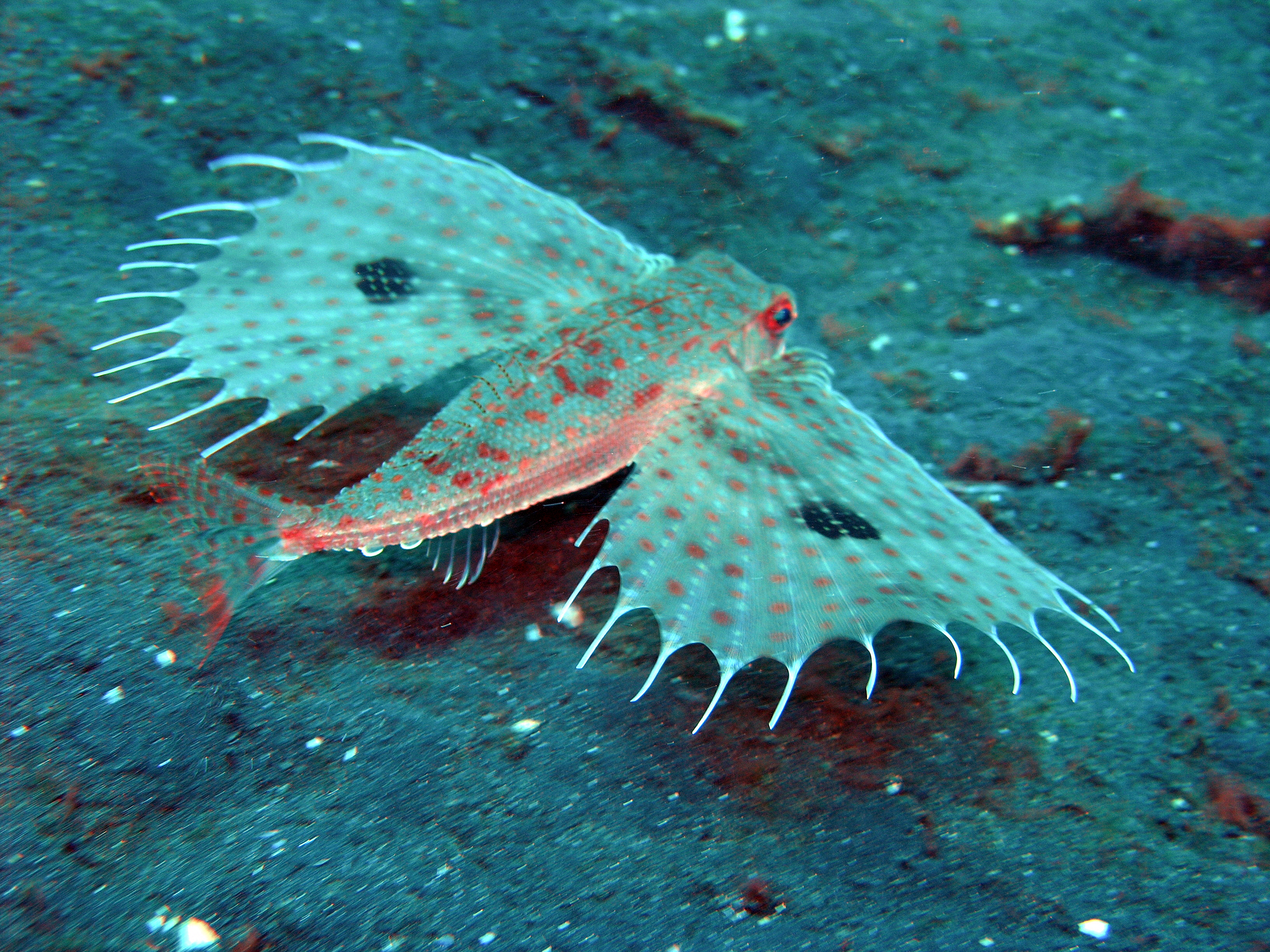
Dactyloptena orientalis

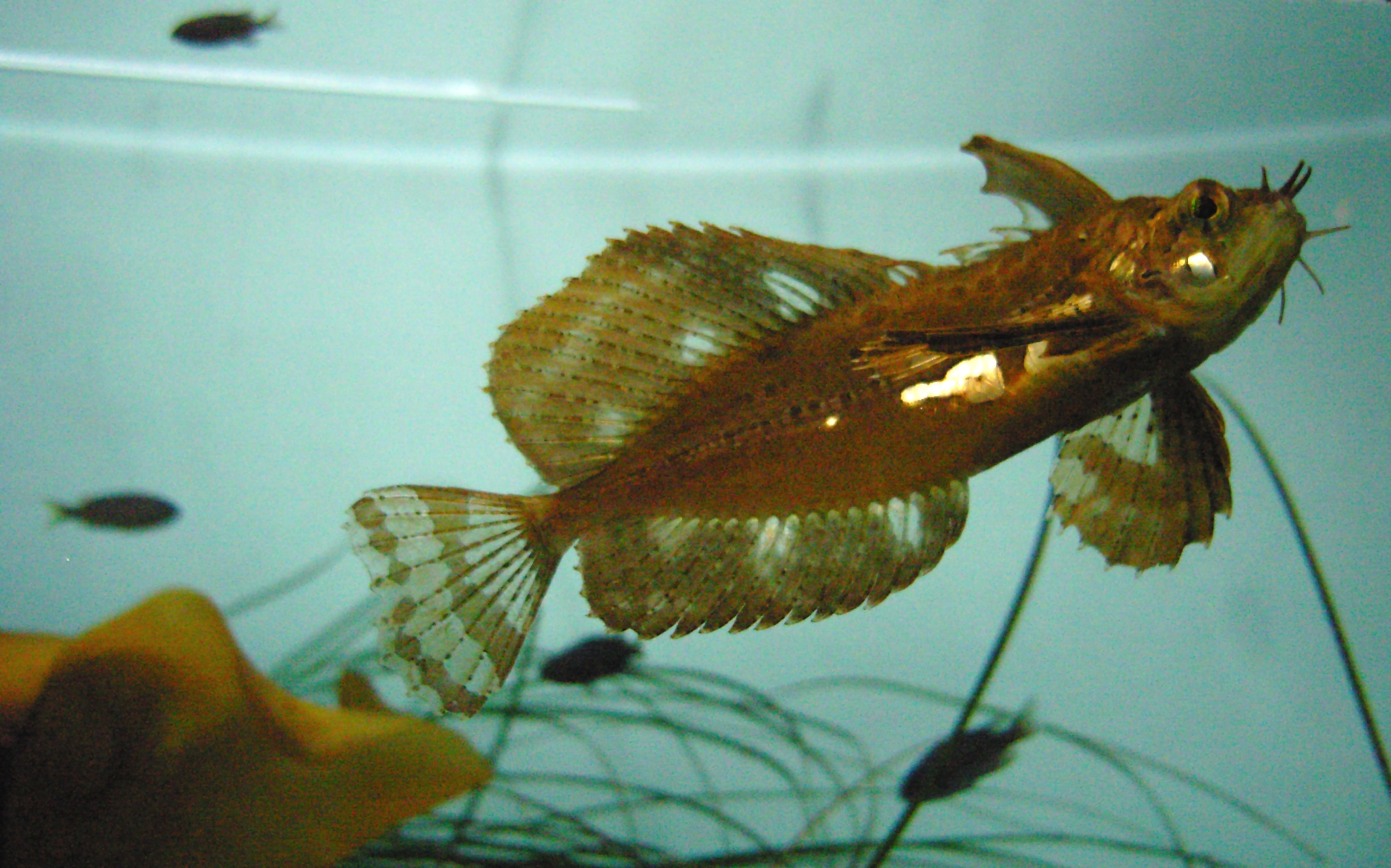
Blepsias cirrhosus

Los escorpeniformes (Scorpaeniformes) son un orden de peces actinopterigios, cercanamente relacionado y a veces incluido en el de los perciformes. El nombre del orden viene del griego skorpaina, diminutivo de escorpión, dado por las prolongaciones espinosas que suelen poseer.
Scorpaeniformes es un orden de peces que incluye diversas especies comúnmente conocidas como peces escorpión, peces león y peces roca. Estos peces son famosos por sus espinas venenosas, que son capaces de inyectar toxinas a los depredadores o a los seres humanos. Las toxinas que producen varían según la especie, pero todas tienen efectos significativos sobre la salud humana si se entra en contacto con las espinas. 

## Morfología
Su característica distintiva es la estancia suborbital: una extensión posterior del tercer hueso infraorbital (parte del cráneo, detrás de la cuenca del ojo) a través de la mejilla hasta el preopérculo, al cual está fusionada en la mayoría de las especies.
Tanto la cabeza como el cuerpo tiende a ser espinosos o estar recubiertos de placas óseas.
Las aletas pectorales son típicamente redondeadas y a veces enormes, con membranas entre los radios inferiores; la aleta caudal normalmente es redondeada, ocasionalmente truncada y en raras especies es ahorquillada.

## Distribución geográfica
Los scorpaeniformes presentan una amplia distribución geográfica que abarca desde aguas tropicales hasta polares.  Su adaptabilidad a diferentes entornos marinos ha permitido su colonización de una variedad de hábitats, desde arrecifes de coral hasta profundidades oceánicas.
El suborden cottoidei es principalmente de agua dulce y se encuentra en las regiones templadas y frías del hemisferio norte. 
Los scorpaenoideai incluye muchas de las especies venenosas más conocidas y se encuentra principalmente en aguas marinas tropicales y subtropicales. La familia Scorpaenidae (peces escorpión) tiene una distribución global en aguas cálidas, con una alta diversidad en el Indo-Pacífico.
Los platycephaloidei son principalmente habitantes de fondos marinos arenosos o fangosos, se distribuyen en aguas tropicales y templadas del Indo-Pacífico occidental. La familia platycephalidae (platicefálidos) es común en Australia y Asia.
El suborden hexagrammoidei se encuentra principalmente en el Pacífico Norte. La familia hexagrammidae (molvas) es característica de las costas de América del Norte y Asia.
El suborden dactylopteoidei, con una única familia, Dactylopteridae (alones), se distribuye en aguas tropicales y subtropicales del Atlántico, Índico y Pacífico.

## Hábitat
Son principalmente marinos pero también existen especies de agua dulce.

## Toxinas e impacto en la salud humana
Scorpaeniformes incluye una amplia variedad de especies de peces, pero muchos de ellos comparten una característica común: espinas venenosas ubicadas en sus aletas dorsales, aletas pectorales y, en algunos casos, en el opérculo (las cubiertas branquiales). Algunas especies conocidas por ser venenosas dentro de este orden incluyen:
- Scorpaenidae: los peces escorpión (por ejemplo, especies Scorpaena)
- Cottidae: los peces esculpines (por ejemplo, especies Cottus)
- Triglidae: los peces dragón (por ejemplo, especies Trigla)
- Dendrochirus: los peces león (por ejemplo, especies Pterois)

Aunque no todas las especies de este orden son venenosas, aquellas que lo son poseen espinas capaces de inyectar toxinas cuando se aplica presión, como cuando se manipulan o se pisa el pez.

### Componentes del veneno
El veneno de los Scorpaeniformes generalmente consta de proteínas, enzimas y péptidos que varían en su composición y potencia dependiendo de la especie. Estos componentes pueden incluir:
- Neurotoxinas: Interfieren con la función nerviosa, causando parálisis o un dolor intenso.[4]
- Proteasas y Fosfolipasas: Enzimas que descomponen los tejidos y las células, lo que contribuye al daño local y la inflamación.[4]
- Sustancias similares a la histamina: Pueden provocar dolor, hinchazón y reacciones alérgicas.[4]

### Efectos del veneno de Scorpaeniformes en la salud humana
Cuando una persona entra en contacto con las espinas venenosas de los Scorpaeniformes, las toxinas pueden causar una amplia gama de síntomas. La gravedad de los efectos depende de la especie, la cantidad de veneno inyectado y el estado de salud de la persona. Las reacciones comunes incluyen:
Síntomas inmediatos
El veneno provoca un dolor intenso, a menudo descrito como ardor o palpitante. La hinchazón, enrojecimiento e inflamación en el sitio de la picadura son comunes. Sensación de hormigueo, adormecimiento o sensación de agujas en el área de la picadura. La descomposición de los tejidos debido a las enzimas presentes en el veneno puede causar moretones alrededor de la herida.
En casos raros, pueden producirse síntomas más graves, especialmente si el veneno se inyecta profundamente o si la persona tiene una reacción alérgica. Náuseas y vómitos pueden ocurrir en algunos casos debido a la propagación de las toxinas por el cuerpo; reacciones graves pueden afectar el sistema respiratorio, dificultando la respiración; reacciones alérgicas graves o anafilaxis pueden causar una caída en la presión arterial, mareos e incluso desmayo; algunas toxinas pueden afectar el ritmo cardíaco, provocando arritmias o incluso desmayos en casos graves.
Si bien la mayoría de los síntomas son temporales y desaparecen en pocas horas o días, algunas personas pueden experimentar dolor prolongado, debilidad muscular local o sensibilidad en el sitio de la picadura. En casos raros, pueden ocurrir infecciones si la herida se contamina.

### Primeros auxilios y tratamiento médico
Es crucial recibir atención médica inmediata para tratar las picaduras de peces venenosos. Los primeros pasos en el tratamiento de una picadura de Scorpaeniformes son:
Si alguna espina permanece en la herida, debe retirarse con cuidado. Esto debe hacerse con precaución para evitar más lesiones. Se debe sumergir la herida en agua caliente (alrededor de 40–45 °C o 104–113 °F) durante 30 a 90 minutos puede ayudar a neutralizar las toxinas y aliviar el dolor; analgésicos como el ibuprofeno o el paracetamol pueden ayudar a controlar el dolor y la inflamación: en caso de hinchazón o reacciones alérgicas, pueden administrarse antihistamínicos o corticosteroides.
Es importante limpiar bien la herida y prevenir infecciones. En casos graves, como cuando ocurren reacciones sistémicas o complicaciones, puede ser necesario un tratamiento médico profesional, que incluya líquidos intravenosos, terapia de oxígeno y, si está disponible, antídotos.

### Especies notables con venenos peligrosos
- El pez león (Pterois spp.) es uno de los peces más notorios por su veneno, los peces león tienen espinas venenosas en sus aletas dorsales, pélvicas y anales. Su veneno puede causar dolor intenso, hinchazón y, en algunos casos, reacciones sistémicas como vómitos y dificultad para respirar.
- Los Scorpaena (Scorpaenidae) o  peces escorpión, como Scorpaena guttata, son conocidos por tener espinas altamente tóxicas. Su veneno contiene neurotoxinas que pueden causar dolor prolongado, hinchazón e incluso parálisis en casos extremos.
- Los peces roca (Sebastes spp.) poseen espinas venenosas, pero en general se consideran menos peligrosas que los peces león o los peces escorpión. Sin embargo, su veneno aún puede causar dolor significativo y hinchazón.

### Prevención
Al nadar en áreas donde se sabe que habitan peces venenosos, use calzado protector y tenga cuidado cerca de entornos rocosos o de coral donde estos peces puedan esconderse, evite el contacto.
Si se encuentra con estos peces mientras pesca o los manipula, asegúrese de conocer las especies en el área y tome las precauciones necesarias, como usar guantes o tenazas para evitar el contacto directo con las espinas.

## Clasificación
Se clasifican en las siguientes familias agrupadas en siete subórdenes:
- Suborden Anoplopomatoidei
  - Anoplopomatidae Jordan & Gilbert, 1883 - Bacalaos negros.

- Suborden Cottoidei
  - Abyssocottidae Berg, 1907 - Abisocótidos.
  - Agonidae Swainson, 1839 - Bandidos.
  - Bathylutichthyidae Balushkin & Voskoboynikova, 1990 - Batilutíctidos.
  - Comephoridae Bonaparte, 1850 - Comefóridos.
  - Cottidae Bonaparte, 1831 - Charrascos espinosos.
  - Cottocomephoridae Berg, 1906
  - Cyclopteridae Bonaparte, 1831 - Peces grumo.
  - Ereuniidae Jordan & Snyder, 1901
  - Hemitripteridae Gill, 1865 - Charrascos cuervo.
  - Liparidae Gill, 1861 - Peces babosos.
  - Psychrolutidae Günther, 1861 - Cabezas gordas.
  - Rhamphocottidae Jordan & Gilbert, 1883 - Charrascos gruñones.

- Suborden Dactylopteroidei
  - Dactylopteridae Gill, 1861 - Alones.

- Suborden Hexagrammoidei
  - Hexagrammidae Jordan, 1888 - Molvas.

- Suborden Normanichthyiodei
  - Normanichthyidae Clark, 1937 - Mote camotillo.

- Suborden Platycephaloidei
  - Bembridae Kaup, 1873 - Bémbridos.
  - Hoplichthyidae Kaup, 1873 - Hoplíctidos.
  - Parabembridae Jordan & Hubbs, 1925
  - Peristediidae Jordan & Gilbert, 1883
  - Platycephalidae Swainson, 1839 - Platicefálidos.
  - Plectrogeniidae Fowler, 1938 - Plectrogénidos.
  - Triglidae Rafinesque, 1815 - Vacas y rubios.

- Suborden Scorpaenoidei
  - Apistidae Gill, 1859
  - Aploactinidae Jordan & Starks, 1904
  - Caracanthidae 
  - Congiopodidae Gill, 1889 - Congiopódidos.
  - Eschmeyeridae Mandrytsa, 2001
  - Gnathanacanthidae Gill, 1892
  - Neosebastidae Matsubara, 1943
  - Pataecidae Gill, 1872
  - Perryenidae Honma, Imamura & Kawai, 2013
  - Scorpaenidae Risso, 1827 - Escorpiones y rocotes.
  - Sebastidae Kaup, 1873 - Sebástidos.
  - Setarchidae Matsubara, 1943
  - Synanceiidae Swainson, 1839 - Sinanceidos.
  - Tetrarogidae Smith, 1949 - Tetrarógidos.
  - Zanclorhynchidae Mandrytsa, 2001 - Zanclorrínquidos.

## Impacto de la actividad humana
La introducción de especies invasoras, como el pez león (Pterois spp.) en el Atlántico occidental, ha alterado los ecosistemas marinos y afectado la distribución de las especies nativas. La degradación del hábitat debido a la contaminación y la destrucción de los arrecifes de coral también puede tener efectos negativos en las poblaciones de Scorpaeniformes.